# Beresnyky (Chust)
Beresnyky (ukrainisch Березники; russisch Березники Beresniki, slowakisch Berezník, ungarisch Bereznek, Bereznik) ist ein Dorf in der ukrainischen Oblast Transkarpatien mit etwa 3200 Einwohnern.

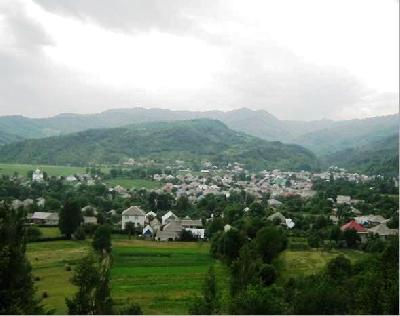
Blick auf das Dorf, 2012

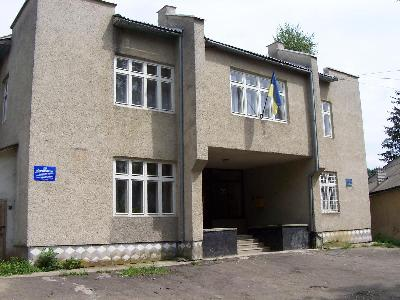
Gemeindehaus in Beresnyky

Beresnyky liegt in den Waldkarpaten auf 307 m Höhe am Oberlauf der Borschawa.
Am 12. Juni 2020 wurde das Dorf ein Teil neu gegründeten Landgemeinde Kerezky im Rajon Chust; bis dahin bildete es die Landratsgemeinde Beresnyky (Березниківська сільська рада/Beresnykiwska silska rada) im Rajon Swaljawa.
Das Dorf grenzt im Süden an das Dorf Kerezky, von dem man das ehemalige Rajonzentrum Swaljawa über die Territorialstraße T–07–12 nach etwa 20 km in nordwestliche Richtung erreichen kann. Das Oblastzentrum Uschhorod befindet sich etwa 90 km westlich von Beresnyky. Nördlich von Beresnyky liegt der 1681 m hohe Berg Stij.
Das 1634 erstmals schriftlich erwähnte Dorf gehörte bis 1919 zur ungarischen Reichshälfte des Kaiserreichs Österreich-Ungarn und darauffolgend zur Karpato-Ukraine innerhalb der Tschechoslowakei. Mit der Annektierung kam das Dorf zwischen 1939 und 1945 erneut an Ungarn. Nach dem Zweiten Weltkrieg wurde Beresnyky 1946 Teil der Ukrainischen Sozialistischen Sowjetrepublik innerhalb der Sowjetunion und seit 1991 der unabhängigen Ukraine.